# Irreligião no Azerbaijão
O Azerbaijão é um dos países mais seculares e irreligiosos do mundo. De acordo com uma recente pesquisa do Gallup, 53% dos entrevistados indicando a importância da religião na sua vida como pouca ou nenhuma. A mesma pesquisa indica que apenas 20% dos entrevistados participaram de serviços religiosos.